# Komeet Shoemaker-Levy 9

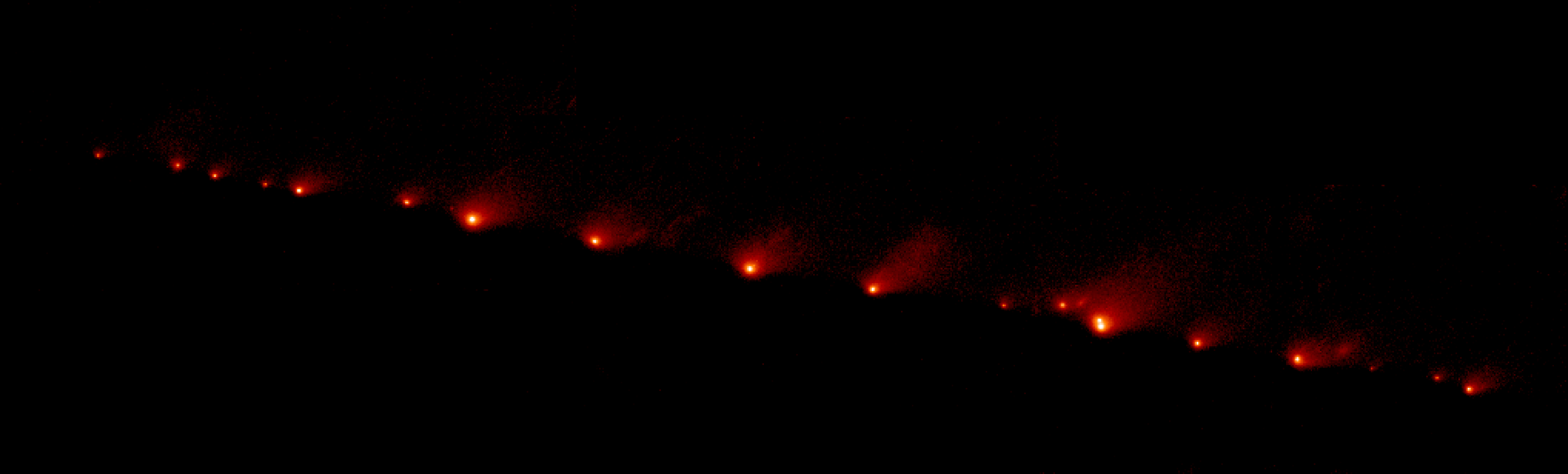
Opname met de Hubble Space Telescope van de komeet Shoemaker-Levy 9, gemaakt op 17 mei 1994.

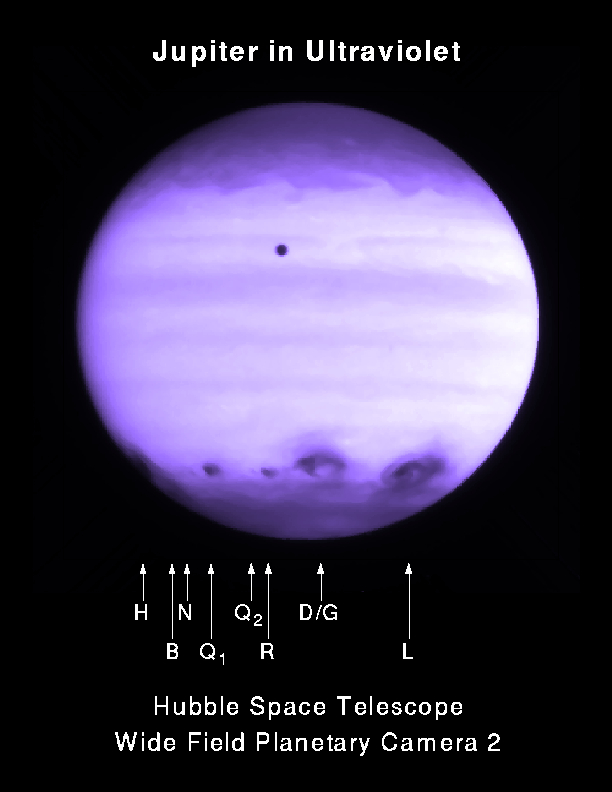
Jupiter in ultraviolet licht, ongeveer 2,5 uur na de inslag van fragment R.

De komeet Shoemaker-Levy 9 (kortweg SL9 met officiële benaming D/1993 F2) is een komeet waarvan tussen 16 en 22 juli 1994 21 fragmenten neerkwamen op de planeet Jupiter. Sommige van die delen hadden een diameter van 2 kilometer.

## Eerste waargenomen botsing
De botsing tussen Jupiter en SL9 was de eerste botsing tussen twee hemellichamen die ooit rechtstreeks is waargenomen. De inslagen vonden weliswaar plaats aan de kant van Jupiter die van de aarde was afgewend, maar er zijn foto's vanuit de ruimte gemaakt. Bovendien draaide de inslagpositie met Jupiter mee in het zicht van de aarde, zodat het gevolg na enkele uren vanaf de aarde kon worden bekeken.
Het effect van de inslag van de komeet op de atmosfeer van Jupiter was spectaculair: vuurbollen zo groot als de aarde stegen op in de atmosfeer van de planeet.
SL9 was een demonstratie van het ontstaan van kraterketens door een meervoudige inslag.

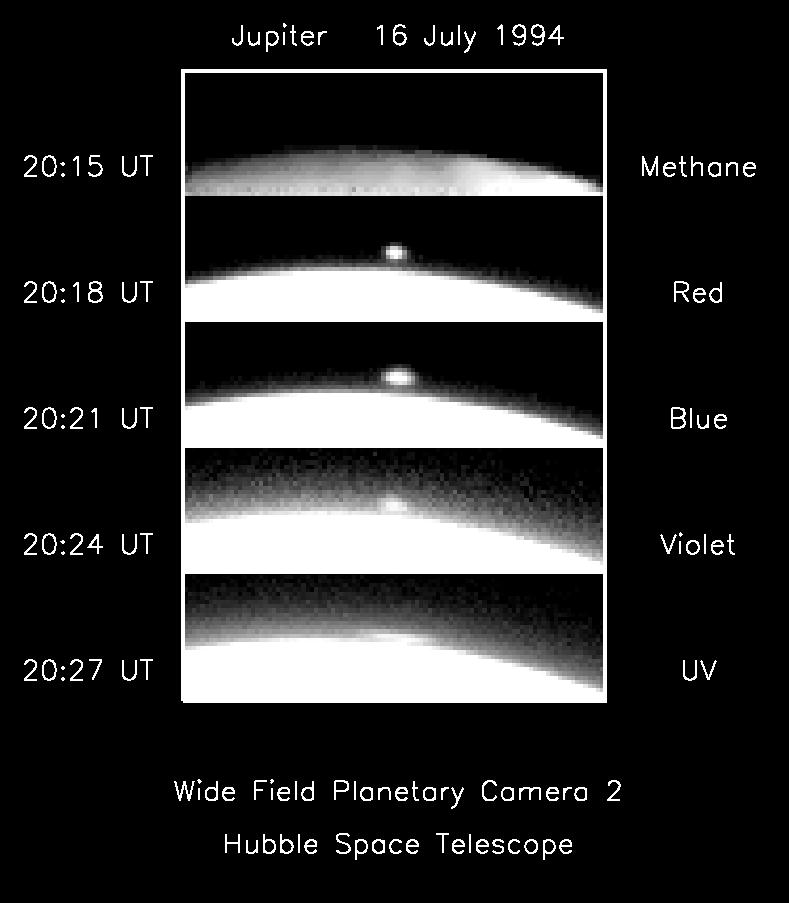
HST-foto van een vuurbol na de eerste inslag, die net over de rand van Jupiter komt.

## Baan
Het baanvlak van de komeet had een inclinatie van 94,23333° met het vlak van de ecliptica.

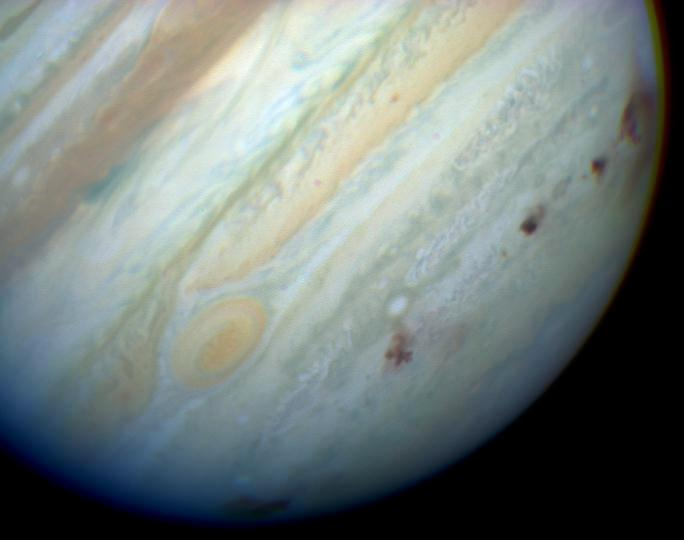
Bruine vlekken geven de inslagen aan op het zuidelijk halfrond van Jupiter.

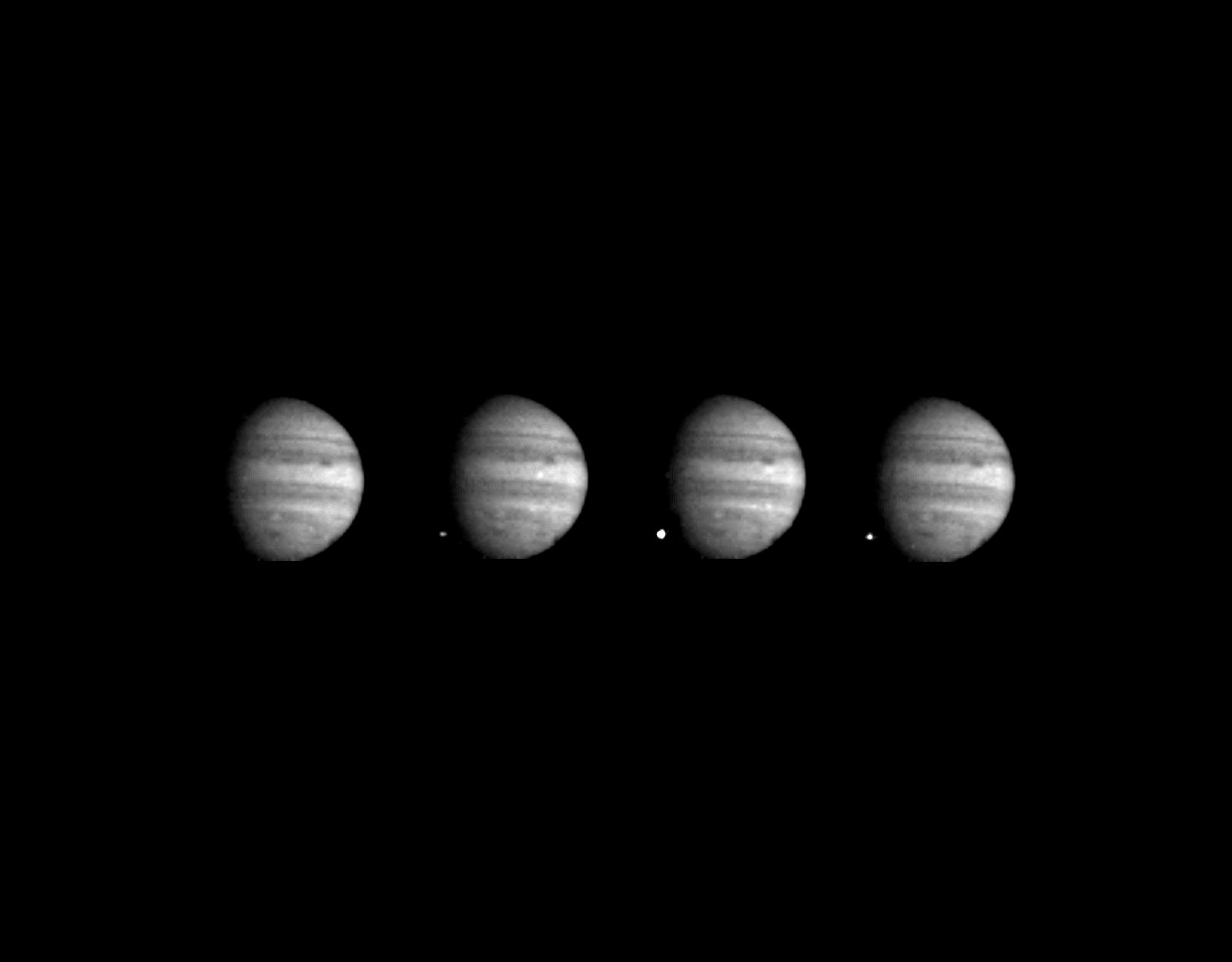
Een serie beelden van Galileo, die een paar seconden na elkaar genomen zijn. De vuurbol van fragment G is zichtbaar aan de schaduwkant van Jupiter.

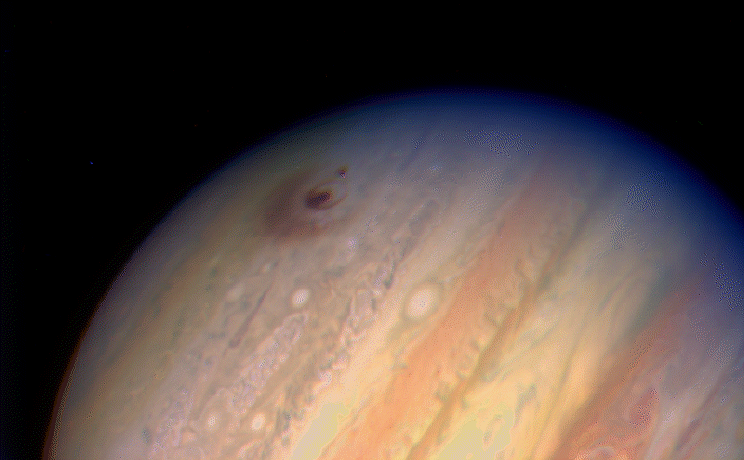
Plaats van inslag van brokstuk G met een asymmetrisch patroon van ejecta.

## Ontdekking
De komeet werd op 24 maart 1993 ontdekt door Eugene Shoemaker, zijn vrouw Carolyn Shoemaker en de astronoom David Levy. Deze combinatie van kometenjagers is vele malen succesvol geweest in het vinden van nieuwe kometen, zoals ook het nummer achter de naam van deze komeet al doet vermoeden. Dit was vooral te danken aan de bijzondere gave van Carolyn om minieme verschillen te kunnen zien tussen twee foto's die met een tussenpoos waren genomen.
Bij de ontdekking was de komeet al in stukken gebroken. Berekeningen van de baan van de komeet, naderhand gemaakt, laten zien dat dit moet zijn gebeurd door de getijdenwerking van Jupiter tijdens een eerdere passage langs deze planeet, in juli 1992.